# Conny Hamann-Boeriths
Conny Hamann-Boeriths (* 16. September 1969 in Sønderborg; geborene Conny Hamann) ist eine ehemalige dänische Handballspielerin.

## Karriere
Conny Hamann-Boeriths spielte anfangs beim dänischen Verein Lundtoft IF. Später lief die Rückraumspielerin für den dänischen Erstligisten Horsens HK, den dänischen Erstligisten GOG, den deutschen Bundesligisten Bayer 04 Leverkusen und den deutschen Zweitligisten Teutonia Riemke auf. Im Jahre 2000 kehrte sie zu GOG zurück. Zwei Jahre später schloss sie sich Skjern Håndbold an.
Conny Hamann-Boeriths bestritt 70 Länderspiele für die dänische Frauen-Handballnationalmannschaft, in denen sie 158 Treffer erzielte. Mit Dänemark gewann sie 1996 die Goldmedaille bei den Olympischen Spielen, die Goldmedaille bei der Europameisterschaft 1994 sowie die Silbermedaille bei der Weltmeisterschaft 1993.

## Privates
Sie ist mit dem ehemaligen Handballspieler René Hamann-Boeriths verheiratet.